# Port lotniczy Bali
Port lotniczy Bali – krajowy port lotniczy zlokalizowany w kameruńskim mieście Bali.